# ثقافة كوبا

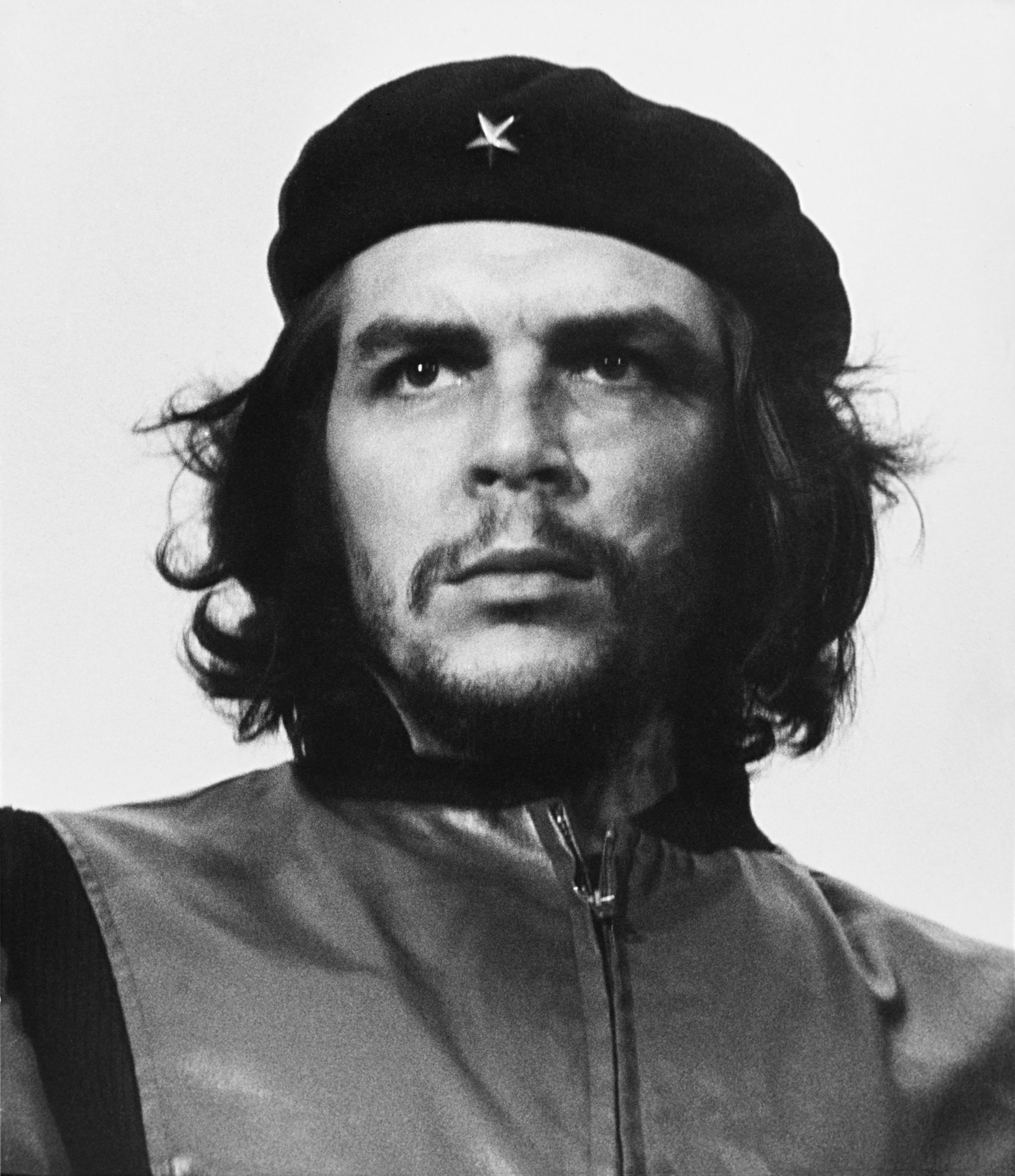

ثقافة كوبا مزيج معقد من عوامل وتأثيرات مختلفة، وكثيرًا ما تكون متناقضة. يعتمد الشعب الكوبي وعاداته على التأثيرات الأوروبية، والإفريقية، والهندية الأمريكية.

## الموسيقى

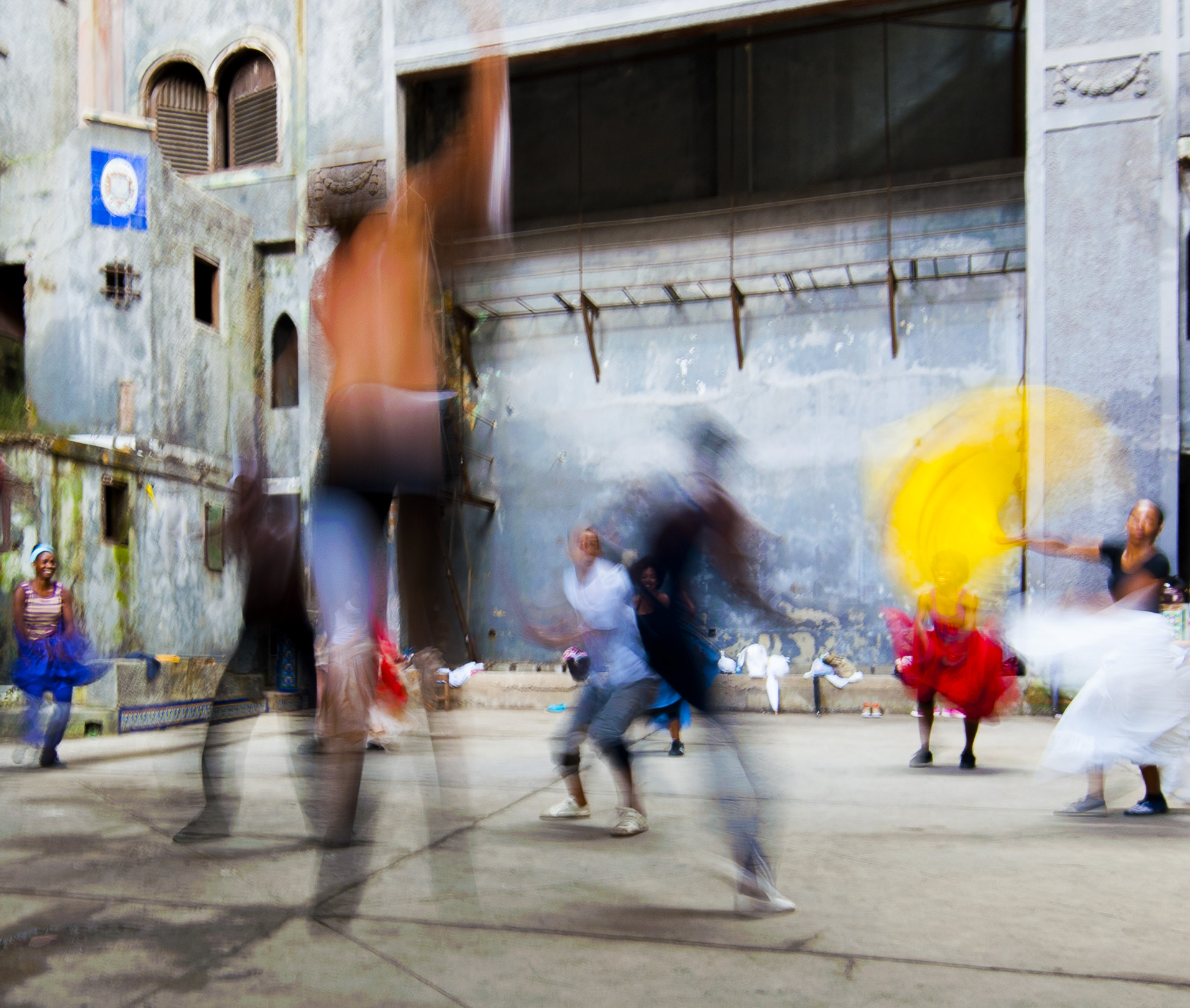
الكباش في فرقة الرقص الأفروكوبية، يناير 2014

الموسيقى الكوبية، بما في ذلك الآلات والرقصات، هي في الغالب من أصل أوروبي وأفريقي. معظم أشكال اليوم هي اندماج ومخاليط هجينة من هذين المصدرين العظيمين. لم يتبق شيء تقريبًا من التقاليد الأصلية المحلية.
وصف فرناندو فرنانديز، أول فلكلوري كوبي عظيم، الابتكارات الموسيقية في كوبا بأنها ناشئة عن التفاعل («التبادل الثقافي») بين العبيد الأفارقة المستقرين في مزارع قصب السكر الكبيرة والإسبان أو سكان جزر الكناري الذين زرعوا التبغ في المزارع الصغيرة. أعاد العبيد الأفارقة وأحفادهم بناء أعداد كبيرة من الآلات الإيقاعية والإيقاعات المقابلة. كانت المساهمة الكبيرة التي قدمها الإسبان هي القيثارة، ولكن الأهم من ذلك هو تقليد التدوين الموسيقي الأوروبي، وتقنيات التأليف الموسيقي.
من المؤكد أن المعتقدات والممارسات الأفريقية لها تأثير في الموسيقى الكوبية. الآلة الإيقاعية المتعددة الإيقاع جزء لا يتجزأ من الحياة والموسيقى الأفريقية، إذ إن اللحن جزء من الموسيقى الأوروبية. كذلك في التقاليد الأفريقية، يرتبط الإيقاع دائمًا بالغناء والرقص، وفي بيئة اجتماعية معينة. إنه ليس مجرد ترفيه يضاف إلى الحياة، إنه الحياة. أصبحت معظم الموسيقى الشعبية الكوبية هجينة نتيجة التقاء الثقافات الأوروبية والأفريقية. حدث هذا التجسيد في الحياة الكوبية لفترة طويلة، وبحلول القرن العشرين، دُمجت عناصر المعتقد، والموسيقى، والرقص الأفريقيين بشكل جيد في الأشكال الشعبية والفلكلورية.
تكمن جذور معظم الأشكال الموسيقية الأفريقية-الكوبية في الكابيلدوس، وهي نوادي اجتماعية ذاتية التنظيم للعبيد الأفارقة، وكابيلدوس منفصلة للثقافات المنفصلة. تشكلت الكابيلدوس بشكل رئيسي من أربع مجموعات: يوروبا (لوكومي في كوبا) ؛ الكونغوليين (بالو في كوبا) ؛ داهومي (الفون أو أرارا). كانت الثقافات الأخرى حاضرة بلا شك، ولكن بأعداد أقل، ولم تترك مثل هذا الوجود المميز. في الوقت نفسه، انتقلت الديانات الأفريقية من جيل إلى جيل في جميع أنحاء كوبا، وهايتي، والجزر الأخرى، والبرازيل. عُرفت هذه الأديان، التي كان لها هيكل مشابه ولكن ليس متطابقًا، باسم لوكومي أو ديانة أوريشا إذا كانت مشتقة من اليوروبا، وبالو من إفريقيا الوسطى، وفودو من هايتي، وما إلى ذلك. أدخِل مصطلح سانتيرية لأول مرة لحساب الطريقة التي ضُمت بها الأرواح الأفريقية إلى القديسين الكاثوليك، وخاصة من قبل الأشخاص الذين جرى تعميدهم وضمهم، وبالتالي كانوا أعضاء حقيقيين في كلا المجموعتين. بحلول القرن العشرين، ظهرت عناصر من موسيقى السانتيرية بأشكال شعبية وفلكلورية.
يعد السون أحد أهم أنواع الاندماج الإيقاعي في الموسيقى الكوبية. الأشكال الكوبية النموذجية الأخرى هي الهافاني، والغوارشا، ودانزون، ورومبا، وبوليرو، وتشا تشا تشا، ومامبو، ورقصة تشا تشا تشا، وبونتو، والعديد من الاختلافات حول هذه الموضوعات. الموسيقى الكوبية شعبية ومؤثرة إلى حد هائل في بلدان أخرى. لقد كانت الأساس الأصلي للسالسا ولم تساهم فقط في تطوير موسيقى الجاز، ولكن أيضًا في التانغو الأرجنتيني، والهاي لايف الغاني، وأفروبيت غرب إفريقيا، والفلامنكو الإسباني الجديد. داخل كوبا الحديثة، هناك أيضًا موسيقيون مشهورون يعملون في موسيقى الروك والريغيه تون. الفنانون مثل غينتي دي زونا هم طليعة ثورة الموسيقى لأنهم أول ثنائي كوبي يصل إلى شارت مجلة بيلبورد للأغاني اللاتينية الشهيرة. ومن بين الفنانين الكوبيين المشهورين الآخرين كاميلا كابيلو التي فازت بجائزة بيلبورد.
الهيب هوب الكوبي هو أحد أحدث أنواع الموسيقى التي يتبناها ليس فقط شباب البلاد ولكن أيضًا تبنتها الحكومة على مضض. في البداية، تجنبت السلطات موسيقى الهيب هوب، بسبب انتمائها إلى أمريكا والرأسمالية. مع وضع المزيد من الشباب الكوبي طاقتهم وأسلوبهم في الموسيقى، أصبحت موسيقى الهيب هوب الكوبية في النهاية أكثر قبولًا. «تنظر الحكومة الكوبية الآن إلى موسيقى الراب -التي طالما اعتبرت موسيقى الإمبريالية الأمريكية- باعتبارها خريطة طريق لقلوب وعقول جيل الشباب» وهو أحد الآراء.

## الرياضات
أدى إيمان فيدل كاسترو وممارسته للشيوعية وفوائد الرياضة (كان يحب البيسبول واعتاد لعبه) إلى نجاح كوبا الدولي النسبي لعدد سكان يبلغ 11 مليون نسمة في الأحداث الرياضية مثل الألعاب الأولمبية. على عكس معظم دول أمريكا اللاتينية، ولكن مثل العديد من دول منطقة البحر الكاريبي وبعض أمريكا الوسطى، فإن كرة القدم ليست لعبة رئيسية في كوبا، ولكنها تكتسب شعبية. البيسبول هي الرياضة الأكثر شعبية في كوبا. أدخلها عمال الموانئ الأمريكيون إلى هافانا في القرن التاسع عشر، ولعبت اللعبة دورًا في استقلال كوبا عن إسبانيا. حظر الإسبان الألعاب السرية عام 1895 التي مولت ثورة خوسيه مارتي. احتل لاعبو البيسبول الكوبيون مرتبة عالية على المستوى الدولي، وهاجر البعض إلى دوري البيسبول الرئيسي في الولايات المتحدة. احتل منتخب كوبا الوطني للبيسبول المركز الثاني في أول لعبة في عالم البيسبول الكلاسيكي ضد المنتخب الياباني. تحظى الملاكمة بشعبية كبيرة في كوبا. يستمتعون أيضًا بكرة السلة، وسباقات المضمار والميدان، وكرة الطائرة، واتحاد الرغبي.
كل عام، تنظم كوبا الألعاب الرياضية المدرسية، وهي مسابقة للطلاب. يدعا أفضل الرياضيين من سن 11 إلى 16 عامًا للاختبار في مدارس التربية الرياضة (اختصار إسباني: إي آي دي إي). يحضر طلاب إي آي دي إي دروسًا منتظمة ويتلقون تدريبًا متقدمًا ويشاركون في مسابقات عالية المستوى. يلتحق أفضل الخريجين من المدرسة بواحدة من عدة مدارس للأداء الرياضي العالي (اختصار إسباني: إي إس بّي إيه).

## الأطباق
من المفترض أن يضمن كتاب الحصص الغذائية المسمى ليبرتا مجموعة من المنتجات من المتاجر، ومع ذلك، ما يزال هناك نقص هائل وحتى الحصص الغذائية لا يمكن ضمان تسليمها في الوقت المناسب أو يمكن ألا تُسلم إطلاقًا.
أدى انهيار الاتحاد السوفيتي في عام 1991 إلى إنهاء واردات الحبوب من ذلك البلد، والتي كانت تستخدم لإطعام الماشية والدجاج. وفي عام 1991، أصبحت لحوم الأبقار، والدجاج، والحليب، والبيض نادرة. اضطر الناس لحصاد المحاصيل يدويًا بسبب نقص الوقود للآلات الزراعية، ما أدى إلى انخفاض كبير في قدرات إنتاج الغذاء في كوبا. تحسنت هذه المشاكل قليلًا في السنوات الأخيرة، لكن النقص ما يزال عامًا. لتكملة حصصهم الغذائية، يلجأ الكوبيون إلى متاجر المواد الغذائية التي لا تعمل بنظام الحصص (حيث الأسعار مع ذلك أعلى بعدة مرات من سعر ليبرتا)، أو إلى السوق السوداء.
الطعام الكوبي التقليدي، مثل معظم الجوانب الثقافية لهذا البلد، هو توفيق بين المأكولات الإسبانية والأفريقية والكاريبية، مع تأثير صيني صغير ولكنه جدير بالملاحظة. أشهر الأطعمة هي الفاصولياء السوداء، والأرز، واللحوم.
أحد الأمثلة على المطبخ الكوبي التقليدي، أو الكريولو مثلما يطلق عليه، هو طبق موروس واي كريستيانوس، «الموريون والمسيحيون»، وهو أرز بالفاصوليا السوداء. يستخدم الكريولو العديد من التوابل المختلفة، وأكثرها شيوعًا هو البصل والثوم. البَفرة، والأرز، والفاصولياء، والبيض، والطماطم، والخس، والدجاج، ولحم البقر، ولحم الخنزير كلها مكونات مشتركة.
القهوة ذات جودة عالية وتزرع بشكل أساسي للتصدير.

## الآداب
حين يتحدث الكوبيون إلى كبار السن، أو إلى الغرباء، يتحدثون بشكل أكثر رسمية كإشارة إلى الاحترام. يتصافحون لتحية شخص ما وتوديعه. غالبًا ما يتبادل الرجال العناق الودي (أبرازوس) ومن الشائع أيضًا أن يحيي الرجال والنساء الأصدقاء والعائلة بعناق وقبلة على الخد. عادةً ما تحدث بعض الأمور غير الرسمية مثل مخاطبة شخص غريب باستخدام قلبي أو حياتي أو عزيزي.